# Frascati (Warszawa)

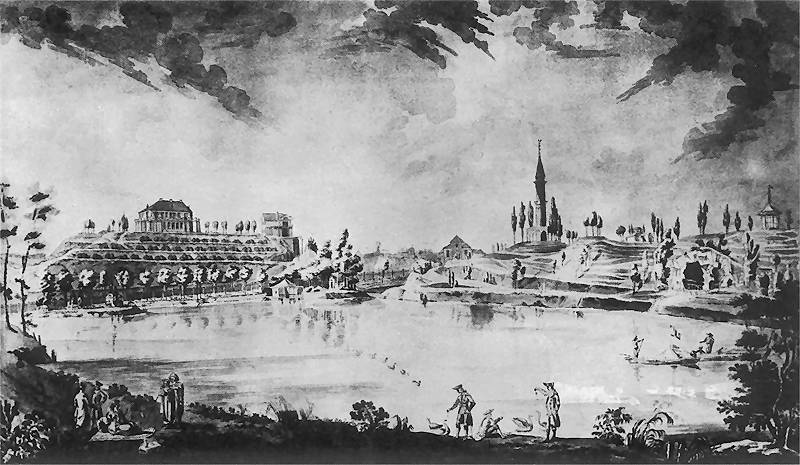
Zygmunt Vogel, Widok Ogrodów księcia Kazimierza Poniatowskiego Na Książęcem i Na Górze (widok od strony Powiśla)

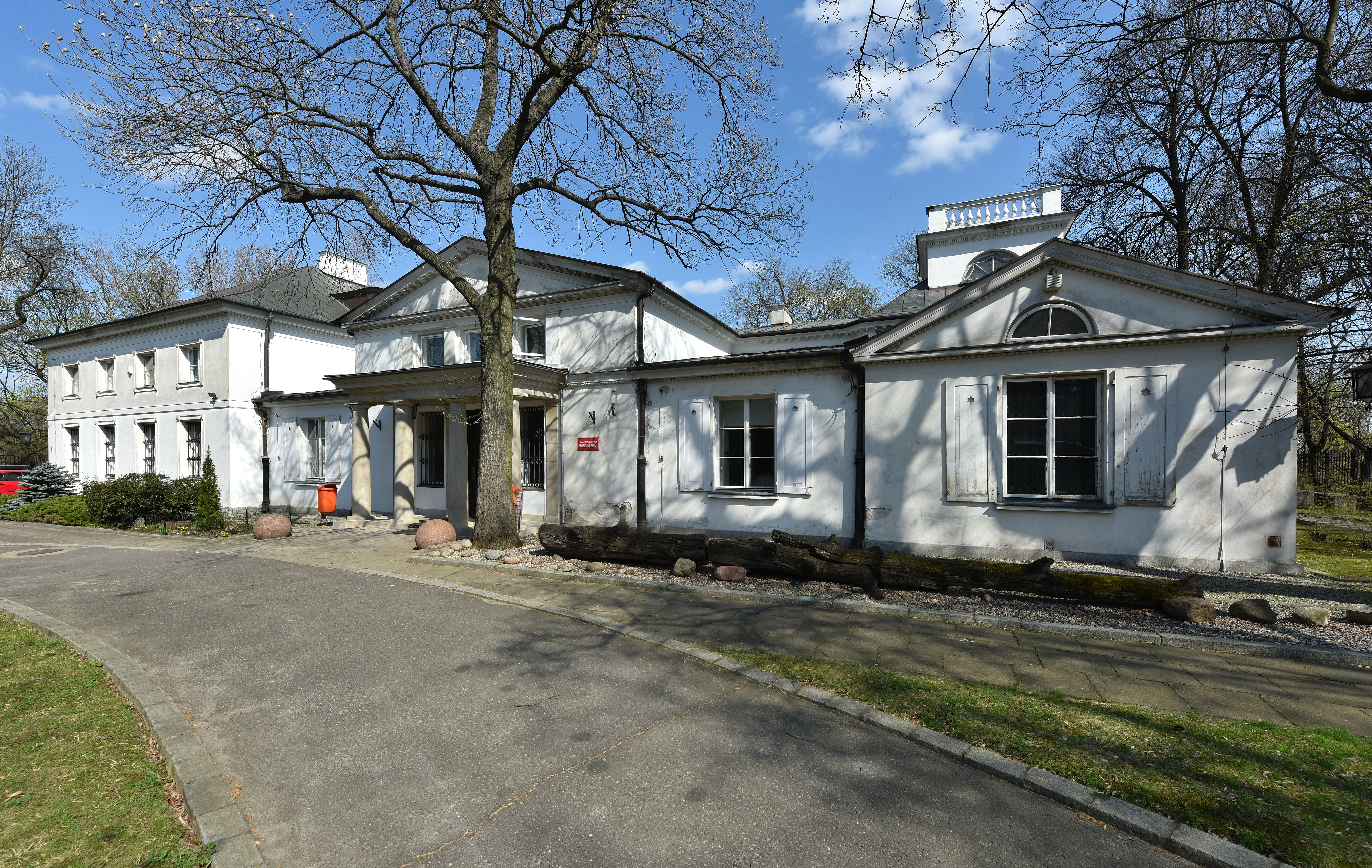
Biały Pałacyk na Frascati, obecnie siedziba Muzeum Ziemi PAN

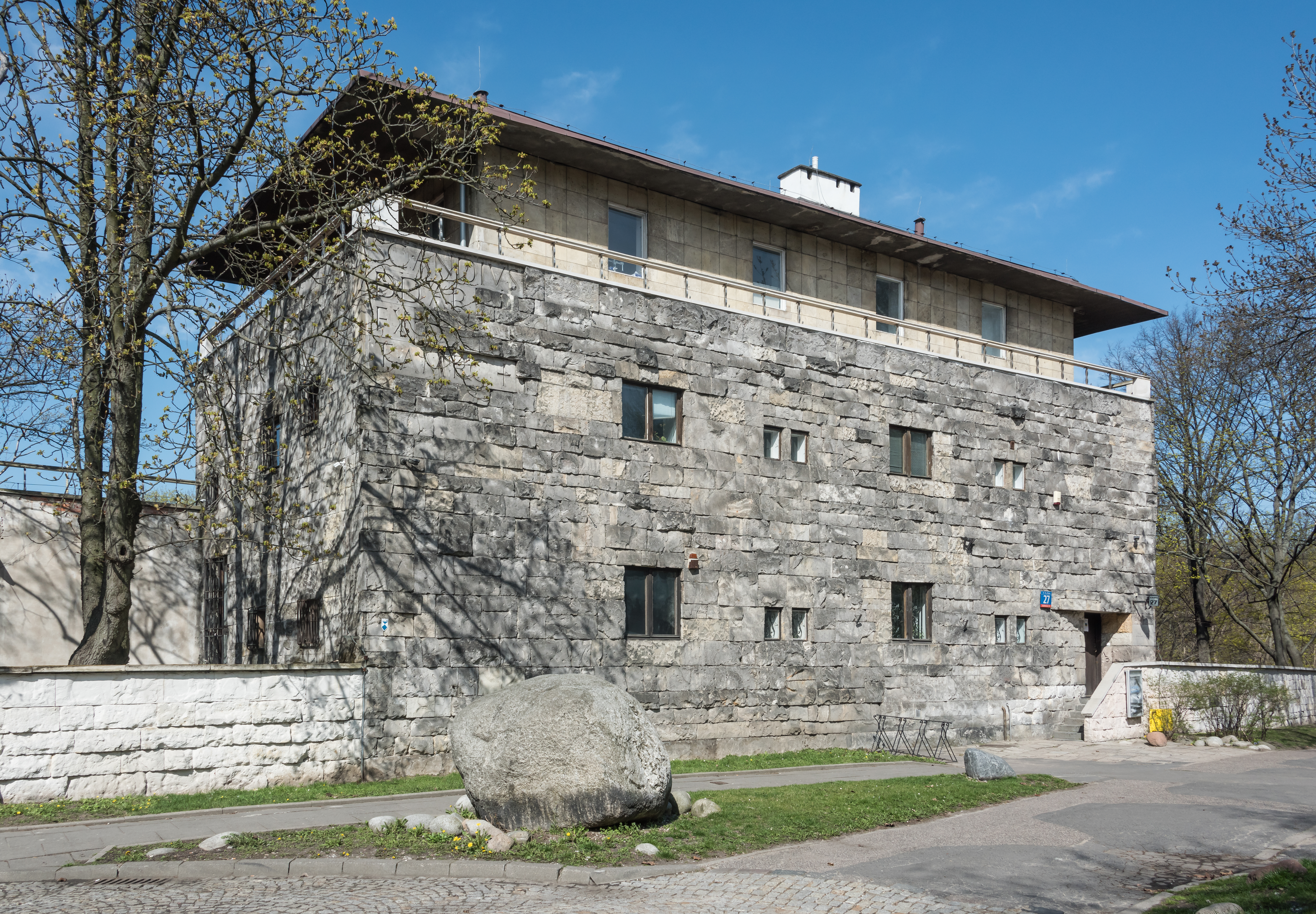
Willa Pniewskiego w miejscu loży masońskiej

Frascati – historyczna nazwa obszaru położonego w Warszawie, na wschód od placu Trzech Krzyży, na tarasie dochodzącym do skarpy wiślanej. Nazwa wywodzi się od obfitującego w zieleń włoskiego miasteczka Frascati.

## Opis
Historia Frascati zaczyna się ok. 1779 roku, gdy wytyczono tam aleję wiodącą od ulicy Wiejskiej do otoczonej ogrodem rezydencji księcia podkomorzego Kazimierza Poniatowskiego. W tym czasie powstał tam też Biały Pałacyk na Frascati. Po śmierci księcia, Frascati zmieniało właścicieli ok. 20-krotnie. Mieszkał tam m.in. Nikołaj Nowosilcow oraz rodzina Branickich w XIX w. Właścicielem był Władysław Branicki.
Pierwotnie była to nazwa ogrodu rozrywkowego założonego na początku XIX w. przez francuskiego restauratora Szymona Chovota. Odkupił on ten teren od Kazimierza Poniatowskiego, dla którego założono tu wcześniej ogrody noszące nazwę „Na Górze”, stanowiące ciąg zieleni wraz z sąsiednim parkiem Na Książęcem.
W późniejszych latach teren ten dość często zmieniał właścicieli, zachowując charakter rezydencjonalny. Pierwsza parcelacja Ogrodów Frascati miała miejsce przez kolejnych właścicieli w latach 1912–1913, druga w 1929 r. W wyniku parcelacji, a później boomu budowlanego związanego z ulokowaniem w pobliżu zespołem budynków Sejmu, na tym terenie powstała dzielnica willowa, a bliżej siedziby parlamentu zwarta zabudowa dużych luksusowych kamienic. Jednym z przykładów architektury tego okresu jest przebudowana w latach 1935–1939 willa Pniewskiego – dom własny znanego architekta Bohdana Pniewskiego.
W latach 50. XX w. na terenie ogrodów podkomorzego urządzono park Kultury i Wypoczynku, którego główna aleja ciągnęła się od monumentalnych schodów na osi ulicy Prusa po brzeg Wisły.
Pozostałością Ogrodów Frascati jest obecnie park Marszałka Edwarda Rydza-Śmigłego, w którym w latach 2005−2006 w miesiącach letnich odbywał się Festiwal Artystyczny „Ogrody Frascati”: Konkurs Teatrów Ogródkowych i inne imprezy  kulturalno-rozrywkowe nawiązujące swoją tradycją do pierwotnego wykorzystania tych terenów. Również jedna z ulic znajdujących się na tym terenie nosi nazwę Frascati.